# Hildegard Westphal

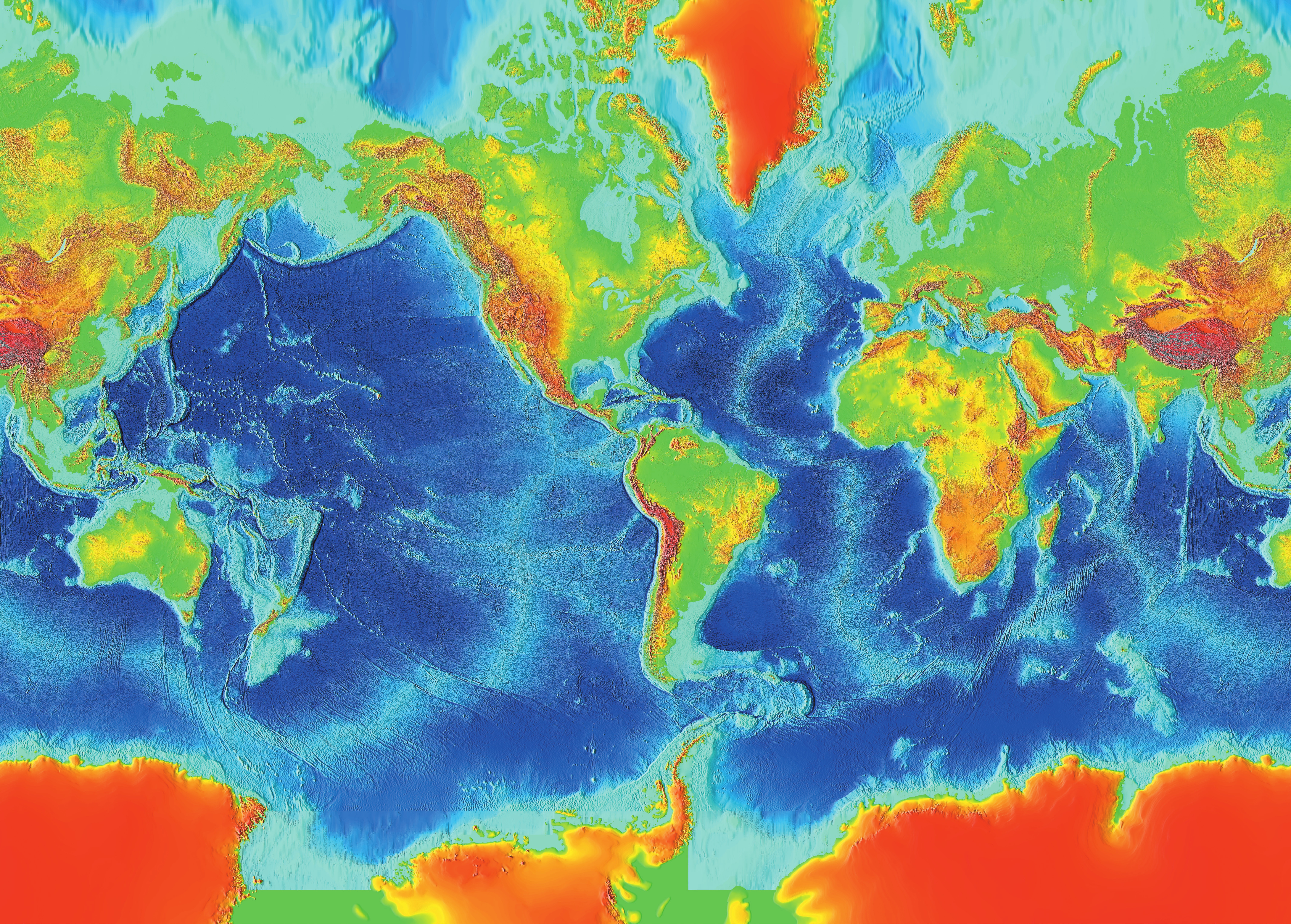
Topographie der Terrestrischen und Marinen Erde. Westphal beschäftigt sich mit Prozessen der Carbonatbildung, die für Korallenriffe wichtig sind.

Hildegard Westphal (* 1968) ist eine deutsche Geologin.
Sie war von 2010 bis 2020 Direktorin des Leibniz-Zentrums für Marine Tropenforschung in Bremen und von 2011 bis 2017 gewählte Vizepräsidentin der Leibniz-Gemeinschaft.

## Biografie

### Ausbildung und Beruf
Westphal studierte Geologie an der Eberhard Karls Universität Tübingen. 1991 verbrachte sie ein Jahr an der University of Queensland zum Auslandsstudium. Ab 1995 promovierte sie am Forschungszentrum GEOMAR der Christian-Albrechts-Universität zu Kiel. Ab 1998 hatte sie eine Postdocstelle am Comparative Sedimentology Laboratory an der University of Miami. Von 1999 bis 2003 war sie Assistenz-Professorin an der Universität Hannover und ging dann 2003 für zwei Jahre nach Erlangen. 2004 folgte ihre Habilitation. Ab 1995 war sie fünf Jahre am Marum der Universität Bremen tätig. 2010 wurde sie zunächst Chefin der Sedimentologie der Ruprecht-Karls-Universität Heidelberg, wechselte aber im gleichen Jahr als Direktorin an das ZMT Bremen; diese Position besetzte sie bis 2020. Von 2011 bis 2017 war sie Vizepräsidentin der Leibniz-Gemeinschaft.
Westphal ist verheiratet und hat zwei Kinder.

### Forschung
Westphal beschäftigt sich mit Carbonatsediment als Archiv von Umwelt- und Klimaveränderungen. Sie erforscht die Ablagerungen auf dem Meeresboden, aus denen sich wie in einer Art Klimaarchiv bestimmte Umweltfaktoren in langen Zeiträumen der Erdgeschichte wie Meeresspiegelschwankungen, die Änderung von Ozeanströmungen, Wassertemperaturen oder die damals herrschende ablesen lassen. Diese Untersuchung der Klimaschwankungen in der Erdgeschichte ermöglicht auch ein besseres Verständnis der Klimaveränderungen in der Neu- und „Jetzt“-Zeit.

## Auszeichnungen
- 2003: Hans-Cloos-Preis
- 2003: Walter-Schall-Preis der Gesellschaft für Naturkunde in Württemberg[3]
- 2004: Albert Maucher-Preis für Geowissenschaften der DFG.[4]
- 2016: Mitglied der Europäischen Akademie der Wissenschaften und Künste
- 2021: Mitglied der Akademie der Wissenschaften zu Göttingen

## Publikationen
- Hilmar Schmundt, Milos Vec, Hildegard Westphal (Herausgeber): Mekkas der Moderne - die Pilgerstätten der Wissensgesellschaft. Ein Projekt der Arbeitsgruppe „Manieren!“ der Jungen Akademie. Köln: Böhlau, 2010.
- Westphal et al.: Carbonate depositional systems - assessing dimensions and controlling parameters. Springer, 2010.
- Kapitel Geologie in: Eva-Maria Engelen et al.: Heureka - Evidenzkriterien in den Wissenschaften. Spektrum-Verlag, 2010.
- Westphal et al.: Der Campus-Knigge. Von Abschreiben bis Zweitgutachten.  C.H.Beck-Verlag, A project of Junge Akademie, 2006/2008.
- Carbonate platform slopes. Springer, Berlin 1998.